# Sili (köpinghuvudort i Kina, Jiangxi Sheng, lat 28,40, long 117,17)
Sili är en köpinghuvudort i Kina. Den ligger i provinsen Jiangxi, i den sydöstra delen av landet, omkring 130 kilometer öster om provinshuvudstaden Nanchang. Antalet invånare är 31 139. Befolkningen består av 14 411 kvinnor och 16 728 män. Barn under 15 år utgör 24,0 %, vuxna 15-64 år 68 %, och äldre över 65 år 6,0 %.
Runt Sili är det ganska tätbefolkat, med 222 invånare per kvadratkilometer. Närmaste större samhälle är Guixi, 13,2 km söder om Sili. Trakten runt Sili består till största delen av jordbruksmark.
Genomsnittlig årsnederbörd är 2 741 millimeter. Den regnigaste månaden är juni, med i genomsnitt 480 mm nederbörd, och den torraste är oktober, med 37 mm nederbörd.